# Зонс, Курт
Курт Зонс (нем. Kurt Sohns; 9 января 1907, Барзингхаузен — 4 января 1990, Ганновер) — немецкий художник, график и скульптор.  Один из наиболее известных художников земли Нижняя Саксония в послевоенный период.

## Биография
Курт Зонс изучал искусство в Ганноверской школе прикладного искусства (в 1926—1930 годах) и затем — в Штутгартской художественной академии(в 1930—1931 годах). С 1932 года он — доцент в ганноверской Школе прикладного искусства. В 1937 году мастер был нацистами изгнан из Школы и лишён звания доцента. С началом войны Зонс был мобилизован в немецкую армию; службу проходил в Албании и Норвегии.
С 1945 года Курт Зонс живёт и работает как свободный художник в Ганновере. С 1948 он преподаёт архитектурное черчение и акварельный рисунок в Ганноверском университете. С 1955 года Зонс — профессор этого университета. Особое внимание его привлекало изображение интерьеров и декоративной обстановки помещений. Картины и скульптура, созданные К. Зонсом, хранятся в музеях и галереях Парижа, Мюнхена, Ганновера, Цюриха, Дрездена и др.
В честь художника в 2010 году в его родном городе Барзингхаузен была названа улица (Kurt-Sohns-Weg).

## Галерея
- Избранные полотна К.Зонса